# Oğuzhan Aynaoğlu
Oğuzhan "O.G." Aynaoğlu (født 22. marts 1992) er en dansk fodboldspiller af tyrkisk afstamning, der spiller i den tyrkiske Süperligklub Çaykur Rizespor. Han er den eneste dansker i den tyrkiske liga.

## Karriere

### FC Nordsjælland
Oğuzhan Aynaoğlu startede sin professionelle karriere i FC Nordsjælland, hvor han også havde spillet som ungdomsspiller. Han debuterede for klubbens førstehold mod sin tidligere klub Brøndby IF, hvor han blev skiftet ind i 70' minut.
Den 10. maj 2013 gjorde Oguzhan et fremragende indhop imod OB, da han scorede et klassemål til resultatet 4-1, da han efter et par finter i feltet, smukt krøllede bolden helt op i det fjerneste målhjørne med et spark med højrebenet.
Aynaoglu fik en del spilletid og var i en fantastisk form, indtil han blev ramt at lyske og hofte skader.

### Bursaspor
I januar transfervinduet 2014 blev Aynaoğlu solgt til Bursaspor. Han fik rygnummeret 14.

### Caykur Rizespor
Den 29. juni 2016 skrev Aynaoglu under på en torig aftale med den tyrkiske Süperligklub Caykur Rizespor.